# Johannes Kretschmann
Johannes Friedrich Kretschmann (* 14. Juli 1978 in Ostfildern-Ruit) ist ein deutscher Politiker (Bündnis 90/Die Grünen). Er war von Januar 2025 bis März 2025 Mitglied des Deutschen Bundestages.

## Leben
Johannes Kretschmann wuchs als zweites von drei Kindern des späteren baden-württembergischen Ministerpräsidenten Winfried Kretschmann und dessen Frau Gerlinde zunächst in Leinfelden-Echterdingen und ab 1984 im Sigmaringer Stadtteil Laiz auf. 1998 legte er das Abitur am Hohenzollern-Gymnasium Sigmaringen ab. Von 1998 bis 2009 studierte er Religionswissenschaft, Rumänistik und Linguistik an der Freien Universität Berlin und der Humboldt-Universität zu Berlin. Er schloss das Studium mit dem Magister Artium ab. Er war von 2008 bis 2010 Warm-Upper bei hart aber fair, anschließend Moster bei Tübingen und von 2011 bis 2012 Sargträger bei einem Bestattungsinstitut. Von 2011 bis 2019 war er als Online-Redakteur für das Schweizer Nachrichtenportal bluewin.ch tätig. Von Februar bis Mai 2022 war er als Sachbearbeiter für die Bundestagsabgeordnete Anja Reinalter tätig.
Kretschmann ist als freiberuflicher Kulturschaffender tätig. Er setzt sich für den Erhalt des schwäbischen Dialekts ein. Er ist seit 2019 ehrenamtlicher Dialektberater der baden-württembergischen Landesregierung und seit 2020 Mitglied des Beirats des Zentrums für Mundart der Pädagogischen Hochschule Weingarten. Er lebt in Laiz.
Kretschmann war zunächst römisch-katholisch, trat aber später aus der Kirche aus.

## Politik
Kretschmann baute ab 1994 eine Ortsgruppe der Grün-Alternativen Jugend in Sigmaringen auf. 1999 trat er den Grünen bei. Seit 2014 ist er Mitglied des Kreistags des Landkreises Sigmaringen, seit 2019 als Vorsitzender der dortigen Grünen-Fraktion.
Bei der Bundestagswahl 2021 kandidierte Kretschmann im Bundestagswahlkreis Zollernalb – Sigmaringen und auf Platz 21 der Landesliste der Grünen. Am 27. Januar 2025 rückte er für die verstorbene Stephanie Aeffner für die verbleibenden wenigen Wochen der Legislaturperiode in den Bundestag nach. Bei der Bundestagswahl 2025 kandidierte er nicht erneut.

## Schriften
- Antisemitismus und magisches Denken. Nomos Verlag, Baden-Baden 2010, ISBN 978-3-8288-2460-7.
- gemeinsam mit Johannes Berreth und Dennis Dreher: Neigschmeggd: Schwäbisch vegan. Gräfe und Unzer, München 2023, ISBN 978-3-8338-8844-1.